# Argiro (politico bizantino)
Argiro (Bari, 1000 circa – Italia meridionale, 1068) è stato un generale italiano.
Fu catapano d'Italia dal 1050 al 1058; ebbe un peso rilevante nella storia dell'Italia meridionale e nel primo consolidarsi del dominio normanno.

## Biografia
Era figlio di Melo da Bari e di Maralda. Nel 1011, in seguito alla sconfitta del padre che si era ribellato ai bizantini, il giovanissimo Argiro venne fatto prigioniero e portato a Bisanzio insieme alla madre. Non sappiamo se Argiro fu trattato da prigioniero o piuttosto sia venuto a diretto contatto con la corte: infatti non è da escludere che Argiro (nome tipicamente greco, che forse il padre Melo non gli avrebbe mai dato) non sia stato il suo vero nome di battesimo, ma un soprannome datogli a Bisanzio dall'imperatore Romano III che apparteneva alla famiglia degli Argiri.

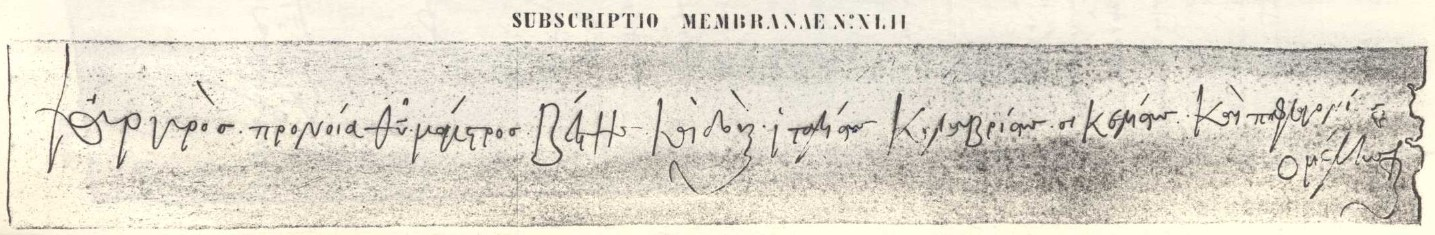
Firma autografa di Argiro, circa 1050.

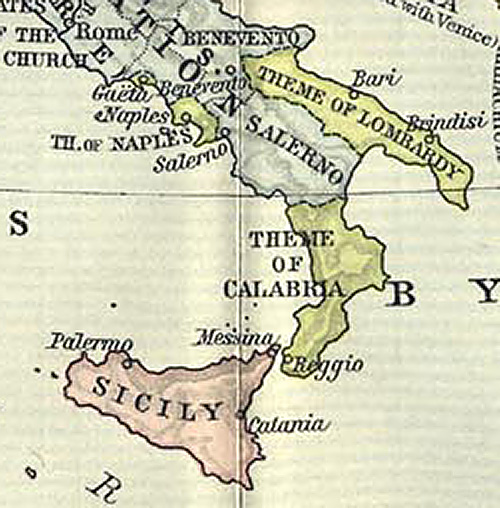
L'Italia meridionale nell'XI secolo.

Di certo il suo ritorno in Puglia nel 1039 era in relazione a un preciso incarico militare di alto profilo: l'imperatore Michele IV Paflagonio lo inviò in Italia per ristabilire l'ordine in Puglia dove i conterati, che in Sicilia si erano rivoltati al generale Giorgio Maniace guidavano un'insurrezione contro il catapano Niceforo Doceano e avevano ucciso a Mottola un funzionario imperiale. L'anno seguente Argiro li sconfisse duramente: le milizie furono sciolte, due loro capi, Musando e Giovanni di Ostuni, furono imprigionati a Bari, altri quattro furono impiccati nella stessa città e un altro ad Ascoli.
Lo scenario cambiò affatto nel 1041: con la morte dell'imperatore Michele IV (dicembre), Zoe cadde in disgrazia a corte e Argiro evidentemente si schierò dalla parte dei legittimisti macedoni, che sostenevano Zoe e Teodora (le figlie di Costantino VIII), contro il nuovo imperatore Michele V. Argiro quindi appoggiò la rivolta antibizantina dei longobardi (guidati da Arduino di Melfi) e dei normanni di Rainulfo Drengot, ponendosi al comando dell'insurrezione; nel febbraio 1042 a Bari nella chiesa di Sant'Apollinare i cavalieri normanni, insieme ai baresi, elessero Argiro loro capo e lo nominarono duca di Puglia (lo stesso titolo che fu del padre Melo). A luglio Argiro sconfisse anche Romano da Matera e conquistò Giovinazzo, mentre spesso i soldati normanni si abbandonavano ad eccessi dopo la conquista delle città, contro il volere di Argiro.
Argiro poi ritornò fedele a Bisanzio quando Zoe ritornò a corte e sposò Costantino IX Monomaco. L'imperatore invitò Argiro a riprendere il suo ruolo nell'esercito bizantino e nel settembre 1042, durante un assedio che con i Normanni aveva posto a Trani, Argiro abbandonò gli insorti e accettò, tra le altre cose, la nomina di comandante degli Eserciti Imperiali in Italia.
L'anno successivo Argiro venne sconfitto in battaglia a Venosa dagli insorti e, considerata la situazione che favoriva i Normanni di Guglielmo Braccio di Ferro, nel 1046 si rifugiò a Bisanzio. Qui si fece subito apprezzare dall'imperatore, soffocando nel 1047 una rivolta di Leone Tornicio, che aveva attentato all'imperatore; disgraziatamente per lui, entrò in contrasto col patriarca Michele Cerulario.
Nel 1050 ricevette la carica di Magister, Vestis et Dux Italiae, Calabriae, Siciliae, Paphlagoniae, ovvero di nuovo catapano d'Italia: tornò in Puglia nel marzo 1051, catturò i governatori di Bari, Pietro e Romualdo, e li spedì in catene a Costantinopoli; in agosto, ottenuto l'appoggio della popolazione locale, cominciò a tramare contro i Normanni riuscendo a far assassinare il loro capo, Drogone d'Altavilla. Nel 1052 intavolava trattative col papa Leone IX per sconfiggere i normanni, i quali (benché avversati dal papa, dall'imperatore, dai bizantini e dai longobardi) allargavano di giorno in giorno i loro domini nell'Italia meridionale.
Lo scontro decisivo avvenne il 18 giugno 1053 nella battaglia di Civitate: il papa, al comando di raccogliticce truppe tedesche e longobarde, fu sbaragliato e catturato, mentre Argiro, che, al comando dei greci, tentava di ricongiungersi al pontefice, aveva conosciuto l'onta della sconfitta nei pressi di Siponto, dove era giunto tardivamente via mare: costretto a fuggire, si rifugiò a Vieste. In questa roccaforte, che riteneva più sicura e più facilmente difendibile rispetto a Bari, probabilmente stabilì la nuova sede del catapanato d'Italia (ciò sarebbe confermato dalla presenza a Vieste del cosiddetto "Palazzo du Catapone", ma il titolo di Magister Vestis non ha riferimenti alla città di Vieste). Da qui Argiro inviò un'ambasceria a Enrico III con la speranza di ottenere aiuti (maggio 1054), ma i suoi tentativi diplomatici vennero interrotti bruscamente: Michele Cerulario, che nell'estate aveva promosso lo scisma d'Oriente, grazie all'influenza che aveva sull'imperatrice Teodora fece richiamare Argiro a Bisanzio.
Argiro nel 1055 si recò a Costantinopoli, in compagnia di Nicola, arcivescovo di Bari, per sostenere le sue posizioni. Solo nel 1057, con l'avvento al trono di Isacco Comneno, venne reintegrato e poté riprendere le trattative per combattere i normanni: contattò papa Stefano IX, inviò una lettera a Berardo abate di Farfa, ricevette un'ambasceria di Desiderio abate di Montecassino. Ma ancora una volta gli eventi gli furono contrari: nel 1058, alla morte del papa, le trattative si interruppero e il nuovo pontefice Niccolò II si schierò con i Normanni.
Dimostratasi fallimentare la sua politica diplomatica, nel 1061 Argiro venne destituito dal ruolo di catapano. Di lui poi si perdono le tracce: morì forse nel 1068 a Bari (o a Vieste; secondo altri ad Atella). Prima di morire donò all'abbazia di Farfa seimila bisanzi e una ricca veste di seta che ancora si conserva.